# 新揖斐川橋

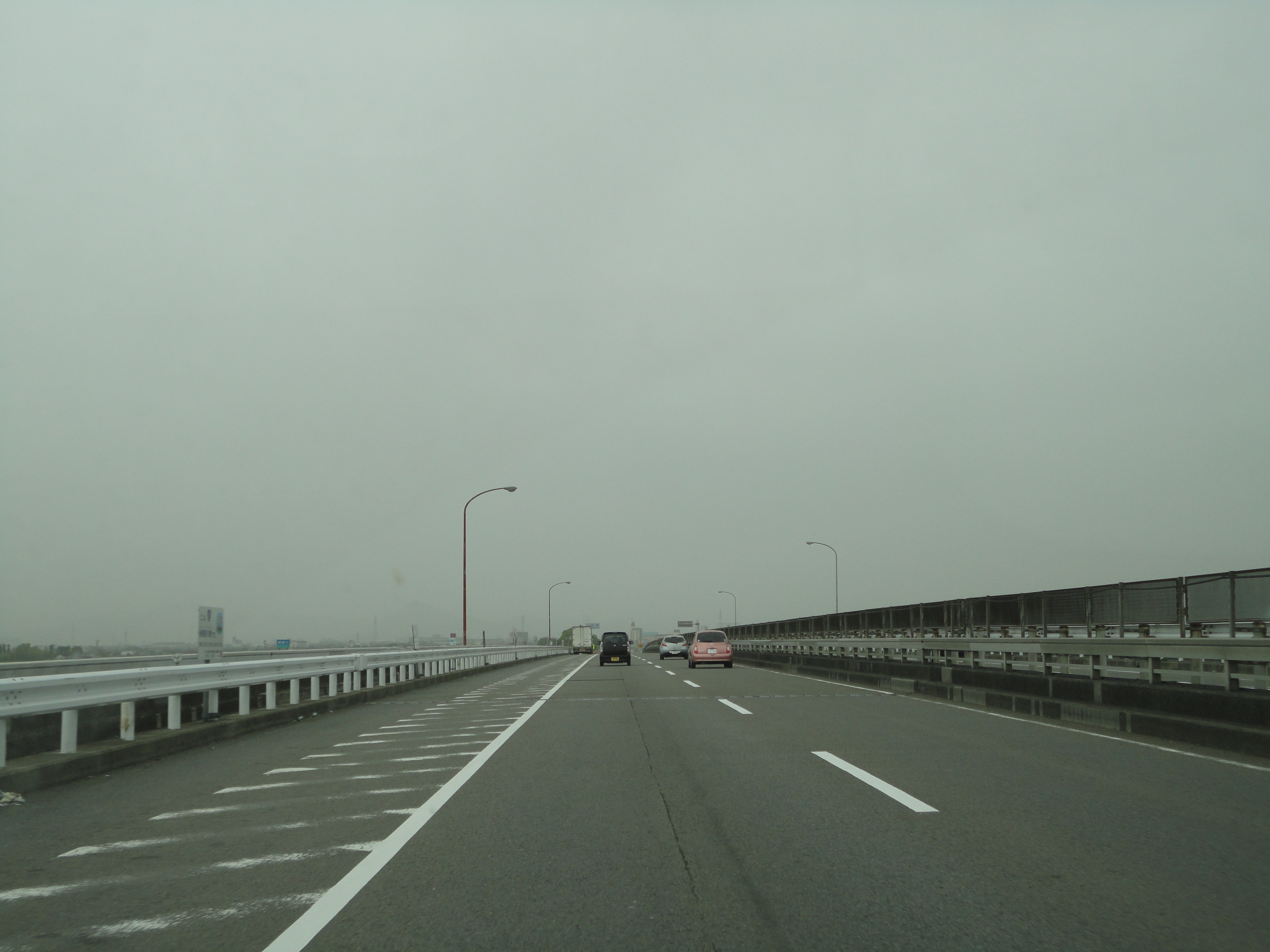
新揖斐川橋

新揖斐川橋（しんいびがわばし）は、岐阜県安八郡安八町と大垣市の揖斐川にかかる国道21号（岐大バイパス）の橋である。
現在は片側2車線であるが、片側3車線分の広さが確保されている。

## 概要
- 供用

1972年（昭和47年） 上流側（上り線）
1986年（昭和61年） 下流側（下り線）
- 延長：520m
- 幅員：28.6m
- 区間：岐阜県安八郡安八町西結〜岐阜県大垣市和合新町

正確には、上流側（上り側）の橋の区間は、岐阜県瑞穂市横屋〜岐阜県大垣市和合新町である。上流側の歩道と北側1車線分がこれに該当する。

## その他
- 橋の下流約500mに美濃路の佐渡りの渡しがあった。
- 交通違反の検問が多く行われており、県内有数の検問の名所である。

座標: 北緯35度22分31.2秒 東経136度39分24秒 / 北緯35.375333度 東経136.65667度